# Mulțime închisă
În matematică, o mulțime se numește închisă într-un spațiu topologic (sau în particular într-un spațiu metric) dacă orice punct exterior mulțimii se găsește la o distanță nenulă de acea mulțime. Prin închiderea unei mulțimi se înțelege cea mai mică mulțime închisă ce include mulțimea dată.
O mulțime este închisă dacă și numai dacă își conține toate punctele de acumulare.
Complementul, față de spațiul topologic considerat, al unei mulțimi închise este o mulțime deschisă.
În orice spațiu topologic, mulțimea vidă ({\displaystyle \emptyset }) și întreg spațiul sunt, simultan, mulțimi închise și mulțimi deschise. Un spațiu conex nu are alte submulțimi simultan deschise și închise.
Familia mulțimilor închise topologic formează un sistem de închidere (algebră).